# Maldivas nos Jogos Olímpicos de Verão de 2020
As Maldivas deverão competir nos Jogos Olímpicos de Verão de 2020 em Tóquio. Originalmente programados para ocorrerem de 24 de julho a 9 de agosto de 2020, os Jogos foram adiados para 23 de julho a 8 de agosto de 2021, por causa da pandemia COVID-19. Será a nona participação consecutiva da nação nos Jogos Olímpicos de Verão. 

## Competidores
Abaixo está a lista do número de competidores nos Jogos.
| Esporte   | Masculino | Feminino | Total |
| --------- | --------- | -------- | ----- |
| Atletismo | 1         | 0        | 1     |
| Badminton | 0         | 1        | 1     |
| Natação   | 1         | 1        | 2     |
| Total     | 2         | 2        | 4     |

## Atletismo
As Maldivas receberam uma vaga de Universalidade da World Athletics para enviar um atleta para as Olimpíadas.
- Nota– As posições para os eventos de pista são em relação à bateria do atleta
- Q = Qualificado para a próxima fase
- q = Qualificado para a próxima fase como o perdedor mais rápido ou, em eventos de campo, pela posição sem atingir o alvo para qualificação
- NR = Recorde nacional
- N/A = Fase não aplicável para o evento
- Bye = Atleta não precisou disputar aquela fase

Eventos de pista e estrada
| Atleta       | Evento          | Eliminatória | Eliminatória | Quartas-de-final | Quartas-de-final | Semifinal | Semifinal | Final     | Final   |
| Atleta       | Evento          | Resultado    | Posição      | Resultado        | Posição          | Resultado | Posição   | Resultado | Posição |
| ------------ | --------------- | ------------ | ------------ | ---------------- | ---------------- | --------- | --------- | --------- | ------- |
| Hassan Saaid | 100 m masculino |              |              |                  |                  |           |           |           |         |

## Badminton
Pela primeira vez na história desde Londres 2012, as Maldivas inscreveram uma jogadora de badminton para o torneio olímpico. Fathimath Nabaaha Abdul Razzaq aceitou o convite da Comissão Tripartite e da Badminton World Federation para competir no individual feminino.
| Atleta                         | Evento              | Fase de grupos       | Fase de grupos       | Fase de grupos       | Fase de grupos | Eliminação           | Quartas-de-final     | Semifinal            | Final / BM           | Final / BM |
| Atleta                         | Evento              | Adversário Resultado | Adversário Resultado | Adversário Resultado | Posição        | Adversário Resultado | Adversário Resultado | Adversário Resultado | Adversário Resultado | Posição    |
| ------------------------------ | ------------------- | -------------------- | -------------------- | -------------------- | -------------- | -------------------- | -------------------- | -------------------- | -------------------- | ---------- |
| Fathimath Nabaaha Abdul Razzaq | Individual feminino | CHN He B ( , )       | IRI S Aghaei ( , )   | —                    |                |                      |                      |                      |                      |            |

## Natação
As Maldivas receberam convite de Universalidade da FINA para enviar seus nadadores de melhor ranking (um por gênero) para o respectivo evento individual nas Olimpíadas, baseado no Sistema de Pontos da FINA de 28 de junho de 2021. Será a estreia da nação no esporte.
| Atleta              | Evento                | Eliminatória | Eliminatória | Semifinal | Semifinal | Final | Final   |
| Atleta              | Evento                | Tempo        | Posição      | Tempo     | Posição   | Tempo | Posição |
| ------------------- | --------------------- | ------------ | ------------ | --------- | --------- | ----- | ------- |
| Mubal Azzam Ibrahim | 100 m livre masculino |              |              |           |           |       |         |
| Aishath Sajina      | 100 m peito feminino  |              |              |           |           |       |         |